# فرانك كولمن
فرانك كولمن (بالإنجليزية: Frank J. Coleman)‏ هو ممثل أمريكي، ولد في 1889 في الولايات المتحدة، وتوفي في 28 نوفمبر 1948 بلوس أنجلوس في الولايات المتحدة.

## وصلات خارجية
- فرانك كولمن على موقع IMDb (الإنجليزية)
- فرانك كولمن على موقع أول موفي (الإنجليزية)
- فرانك كولمن على موقع قاعدة بيانات الفيلم (الإنجليزية)